# Логросан
Логросан (ісп. Logrosán) — муніципалітет в Іспанії, у складі автономної спільноти Естремадура, у провінції Касерес. Населення — 2094 особи (2010).
Муніципалітет розташований на відстані близько 190 км на південний захід від Мадрида, 75 км на схід від Касереса.

## Демографія
Динаміка населення (INE ):